# Wola Kiełpińska (osada leśna)
Wola Kiełpińska – osada leśna w Polsce, położona w województwie mazowieckim, w powiecie legionowskim, w gminie Serock.
W latach 1975–1998 miejscowość administracyjnie należała do województwa warszawskiego.